# Joseph Nash
Joseph Nash (Great Marlow, 1809 – Londra, 1878) è stato un pittore britannico.

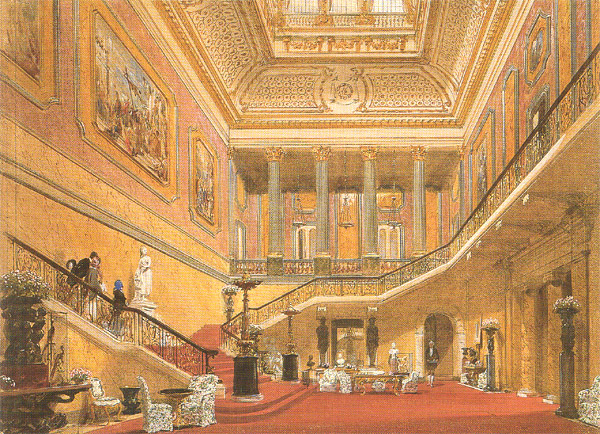
Stafford House, atrio centrale e scala principale. Joseph Nash, 1850

Membro del gruppo Gothic Revival, nel 1838 pubblicò la raccolta litografica Architettura del Medioevo.